# Atletica leggera ai Giochi della XXVIII Olimpiade - 10000 metri piani femminili

Video della Finale

La competizione dei 10000 metri piani femminili è stata una delle 23 gare previste nel programma di atletica leggera dei Giochi della XXVIII Olimpiade svoltisi ad Atene nel 2004.

Non si svolgono turni eliminatori. Le atlete iscritte sono 31, di cui 27 prendono effettivamente parte alla finale, prevista per il 27 agosto.

## Presenze ed assenze delle campionesse in carica
| Competizione      | Atleta           | Prestazione | Atene 2004 |
| ----------------- | ---------------- | ----------- | ---------- |
| Olimpiadi 2000    | Derartu Tulu     | 30'17”49    | Presente   |
| Commonwealth 2002 | Salina Kosgei    | 31'27”83    | Non qual.  |
| Europei 2002      | Paula Radcliffe  | 30'01”09    | Presente   |
| Asiatici 2002     | Sun Yingjie      | 30'28”26    | Presente   |
| Africani 2003     | Ejegayehu Dibaba | 32'34”54    | Presente   |
| Mondiali 2003     | Berhane Adere    | 30'04”18    | Assente    |

## Finale
Record mondiale e olimpico
| Record mondiale                         | 29'31"78 | Wang Junxia     | 8 settembre 1993  | Pechino (Cina)     |
| Record olimpico                         | 30'17"49 | Derartu Tulu    | 30 settembre 2000 | Sydney (Australia) |
| Miglior prestazione mondiale stagionale | 30'17"15 | Paula Radcliffe | 27 giugno 2004    | Gateshead (GBR)    |

Stadio olimpico, venerdì 27 agosto, ore 21:50.
Al terzo chilometro conduce il gruppo Paula Radcliffe, ma in pista l'inglese è solo la pallida copia dell'atleta combattiva nella maratona di cinque giorni prima (si ritirerà dopo 6 km); a metà gara è in testa Ejegayehu Dibaba, che alza il ritmo. Dopo 7 km sono rimaste in cinque: le tre etiopiche, Lornah Kiplagat e Xing Huina. La loro andatura è insostenibile per le altre. È la Kidane che tira il gruppo, con qualche apporto della Kiplagat.

All'inizio dell'ultimo giro l'ordine è Kidane, Dibaba, Xing, Tulu e Kiplagat. La Dibaba attacca nel rettilineo opposto a quello d'arrivo e supera la Kidane, seguita dalla Xing. Sulla retta finale la cinese le passa davanti e taglia per prima il traguardo. Dietro Xing e Dibaba, Derartu Tulu coglie il bronzo.
| Pos | Paese       | Atleta            | Tempo    |
| --- | ----------- | ----------------- | -------- |
|     | Cina        | Xing Huina        | 30'24"36 |
|     | Etiopia     | Ejegayehu Dibaba  | 30'24"98 |
|     | Etiopia     | Derartu Tulu      | 30'26"42 |
| 4   | Etiopia     | Werknesh Kidane   | 30'28"30 |
| 5   | Paesi Bassi | Lornah Kiplagat   | 30'31"92 |
| 6   | Cina        | Sun Yingjie       | 30'54"37 |
| 7   | Lettonia    | Elena Prokopkuca  | 31'04"10 |
| 8   | Russia      | Lidija Grigorjeva | 31'04"62 |